# Спілка адвокатів України

Спілка адвокатів України (САУ) — неприбуткова, добровільна, професійна, незалежна, самоврядна всеукраїнська організація адвокатів України, яка створена на засадах рівноправності та професійної незалежності її членів, об'єднує адвокатів для їх професійного розвитку та вдосконалення системи підготовки і підвищення їх професійного рівня, сприяє розвитку адвокатської професії, правосвідомості адвокатів та етичних стандартів поведінки, зміцнення інституту адвокатури в Україні, підвищення його ролі та авторитету в суспільстві, забезпечення захисту законних прав та інтересів її членів.

## Історія
Спілка адвокатів України як незалежна громадська організація адвокатів України була створена за ініціативою адвокатів, котрі прагнули об'єднання на професійному рівні, досягнення адвокатурою України незалежності, розвитку демократичних засад адвокатської діяльності, участі адвокатів у розбудові правової держави, створення надійних гарантій адвокатської діяльності, захисту соціальних і професійних прав адвокатів.
Після створення у 1989 році Союзу адвокатів СРСР ініціатива створення Союзу адвокатів України була підтримана майже всіма колегіями адвокатів 17 грудня 1989 року на розширеному засіданні Вченої Ради Київського ГНДІ адвокатури.
20-22 вересня 1990 року в Києві відбувся Установчий з'їзд адвокатів, на якому була утворена Спілка адвокатів України — незалежна, самоврядна організація, метою якої стало об'єднання зусиль адвокатів республіки для формування демократичної правової держави; підвищення рівня юридичної допомоги, ролі й авторитету адвокатури в суспільстві й державі; сприяння законодавчому закріпленню індивідуальної, приватної адвокатської діяльності; досягнення адвокатурою повної самостійності та самоврядування; захист професійних прав і соціальних інтересів адвокатів, їхніх честі та гідності; поширення історичних традицій української адвокатури; розвиток і поглиблення міжнародних зв'язків адвокатів.
До складу обраного Установчим з'їздом правління САУ увійшли представники 22 колегій адвокатів, а згодом всі області України, АР Крим, міста Київ та Севастополь утворили відділення САУ.

## Діяльність
Спілка адвокатів України сприяє становленню української адвокатури відповідно до міжнародних стандартів, підвищенню іміджу її у суспільстві та світі, привертає увагу до проблем адвокатської діяльності і пропонує шляхи їх вирішення, бере активну участь у розробці українського законодавства, представляє думку адвокатів у комітетах Верховної Ради, комісіях з судово-правової реформи, науково-методичних комісіях Верховного Суду, активно захищає професійні права адвокатів і їх законні інтереси. Спілка адвокатів України визнана міжнародною спільнотою, залучається до виконання багатьох важливих міжнародних програм, прийнята асоційованим членом до CCBE — Ради адвокатур та правничих товариств Європи, а також до інших впливових міжнародних організацій.
Спілка адвокатів України є громадською організацією і не надає правову допомогу фізичним чи юридичним особам.
САУ видає інформаційний бюлетень «Наша Спілка».

## Управління, структура, керівництво
З'їзд є вищим керівним органом Спілки.
Президент Спілки здійснює загальне керівництво Спілкою та загальне керівництво роботою Ради, Правління, Виконавчого директора та Секретаріату Спілки
Президент, Віце-президенти обираються з числа делегатів З'їзду і за посадою входять до складу Ради та Правління Спілки.
Рада Спілки є її керівним органом у період між з'їздами.
Правління є постійно діючим колегіальним органом управління Спілки.
Ревізійна комісія — орган Спілки, який здійснює функції контролю за фінансово-господарською діяльністю Правління, станом та обліком матеріальних цінностей Спілки.
Постійні комісії (комітети, бюро) є структурними одиницями Спілки, які створюються на необмежений термін з метою організації виконання певних постійних функцій та видів діяльності за рішенням З'їзду або Ради Спілки.
Виконавчий директор є одноособовим адміністративно-виконавчим органом Спілки.
Секретаріат здійснює організаційне, інформаційно-довідкове та інше забезпечення діяльності Спілки.
Науково-методична Рада є консультативним органом Спілки, до якого залучаються провідні фахівці з питань, що мають важливе значення для професійної діяльності членів Спілки та діяльності самої Спілки.
Піклувальна Рада є консультативно-дорадчим органом, склад якої затверджується рішенням Правління Спілки.

### Комітети
- Комітет з розвитку та комунікацій Спілки адвокатів України
- Комітет з питань судово-правової реформи
- Комітет з питань кримінального права і процесу
- Комітет з питань адміністративного права і адміністративного судочинства
- Комітет з питань господарського права та процесу
- Комітет з питань фінансового права та банківської діяльності
- Комітет з питань трудового права та соціального забезпечення
- Комітет з питань нових галузей права
- Комітет з питань цивільного права і процесу

### Консультативне Бюро з прав людини
Консультативне Бюро з прав людини було засновано Спілкою адвокатів України у 1998 році і є одним з її структурних підрозділів.

### Президент, віце-президенти і CEO
Президент САУ — Ламах Тарас Борисович
Віце-президенти:
Гречківський Павло Миколайович
Жуковська Ольга Леонідівна
Фазекош Олексій Андрійович
Красник Вадим Володимирович
Удовиченко Сергій Володимирович
Руденко Галина Андріївна

#### Колишні президенти
1. Медведчук Віктор Володимирович
2. Варфоломеєва Тетяна Вікторівна
3. Ізовітова Лідія Павлівна.
4. Дроздов Олександр Михайлович.

## Контакти
Адреса: 01601, м. Київ, вул. Велика Васильківська, 23-Б